# Olimpo de Bahía Blanca
Club Olimpo de Bahía Blanca ist ein argentinischer Sportverein aus Bahía Blanca im Süden der Provinz Buenos Aires.
Fußball und Basketball sind die Hauptsportarten des am 15. Oktober 1910 gegründeten Vereins. Lange Jahre galt Bahía Blanca als die Hauptstadt des Basketballs und so wurde vor allem auf diesen Zweig des Vereins das Hauptaugenmerk gelenkt. Erst als die Fußballmannschaft in den späten 1990er Jahren in die erste Liga aufstieg, steigerte sich das Interesse auch in diesem Bereich. Nach einem zwischenzeitlichen Abstieg in die Primera B Nacional spielte der Klub zeitweise in der Primera División.